# Wörth am Main
Wörth am Main település Németországban, azon belül Bajorországban. Lakosainak száma 4791 fő (2023. december 31.).

## Népesség
A település népessége az elmúlt években az alábbi módon változott:
| Lakosok száma | 3065 | 3769 | 4010 | 4727 | 4729 | 4699 | 4652 | 4683 | 4773 | 4791 |
|               | 1950 | 1975 | 1987 | 2012 | 2013 | 2015 | 2016 | 2019 | 2021 | 2023 |